# Giuseppe Ros
Pour les articles homonymes, voir Ros.
Giuseppe Ros, né le 22 septembre 1942 à Mareno di Piave et mort le 17 février 2022 à Vittorio Veneto, est un boxeur italien .

## Carrière
Giuseppe Ros participe aux Jeux olympiques d'été de 1964 dans la catégorie poids lourds et y remporte la médaille de bronze.
Il meurt le 17 février 2022 à l'âge de 79 ans, de la Covid-19.